# Onagawa
Onagawa (女川町, Onagawa-chō) est un bourg du district d'Oshika, dans la préfecture de Miyagi, au Japon.

## Géographie

### Démographie
Au 1er décembre 2014, la population d'Onagawa s'élevait à 6 847 habitants répartis sur une superficie de 65,80 km2.

## Histoire
Le bourg d'Onagawa a été sérieusement endommagé par le tsunami engendré par le séisme de 2011 de la côte Pacifique du Tōhoku.

## Transports
Onagawa est desservi par la ligne Ishinomaki de la compagnie JR East aux gares d'Urashuku et d'Onagawa.